# 希尼安加

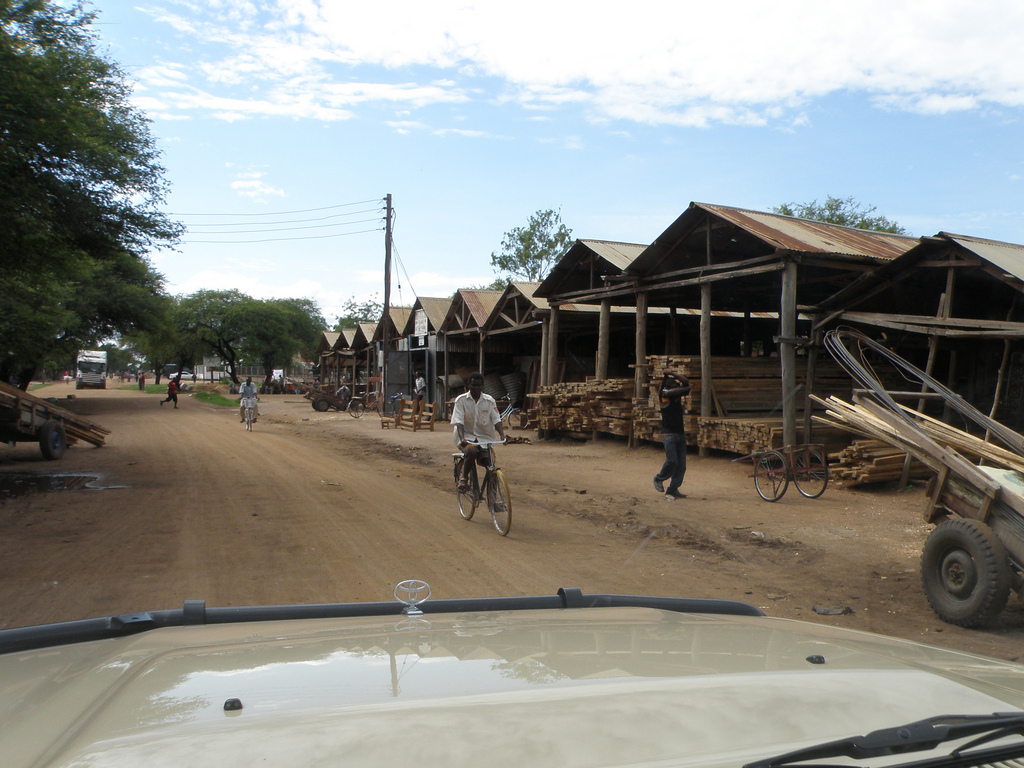
辛揚加

希尼安加是坦桑尼亞北部的城市，也是希尼安加区的首府，距離維多利亞湖20至160公里，2002年人口普查顯示人口約92,918，市內有機場和連接姆萬紮、塔波拉的道路。